# Международное партнёрство по правам человека
Международное партнёрство по правам человека, Международное партнёрство за права человека, сокр. МППЧ (англ. International Partnership for Human Rights, IPHR) — бельгийская неправительственная правозащитная организация, основанная в 2008 году в Брюсселе.
По данным организации, она «тесно сотрудничает с группами гражданского общества из разных стран, чтобы поднимать проблемы прав человека на международном уровне и содействовать соблюдению прав человека» и защищает интересы отдельных лиц и сообществ, которые наиболее уязвимы для дискриминации, несправедливости и нарушений прав человека.
По состоянию на 2021 год в организации работает около десяти штатных сотрудников и консультантов.

## Деятельность в России
У IPHR нет представительства в России, но его сайт адаптирован на русский язык и содержит информацию о фондах-партнёрах из России.
IPHR выпускало материалы на резонансные правозащитные темы, такие как свободу слова в Крыму (украинский Крым был оккупирован Россией в 2014 году) и разгром убежища для жертв домашнего насилия в Дагестане. Также оно требовало освободить находящегося в тюрьме оппозиционного лидера Алексея Навального, оценивало меры властей по борьбе с эпидемией COVID-19 и поднимало вопрос о соблюдении прав человека в Чечне и других регионах.
В июле 2016 года IPHR выпустило доклад о том, что летом и осенью 2014 года обстрел нескольких сел в Луганской области Украины ствольной и реактивной артиллерией был произведён с территории России.
IPHR привлекало к работе российских юристов и правозащитников, чтобы изучить режим международных санкции против России, и публиковало материалы про него, призывающие ужесточить этот режим.
По мнению директора Фонда исследования проблем демократии, члена Общественной палаты Максима Григорьева, организация на деньги Агентства США по международному развитию (USAID) финансировала некоторые российские организации, в основном признанные «иностранными агентами». Одним из российских парнёров IPHR был информационно-аналитический центр «Сова».
13 августа 2021 года Минюст РФ внёс партнёрство в список «нежелательных организаций» на территории России. Глава фонда «Общественный вердикт» Наталья Таубина рассказала, что её организация с 2014 года участвовала в совместных проекта с IPHR, но из-за объявления партнёрства «нежелательной организацией» было вынуждено прекратить сотрудничество с ним, чтобы не подвергать риску тех людей, кто находится в России.